# Desmacella suberitoides
Desmacella suberitoides är en svampdjursart som först beskrevs av Burton 1932.  Desmacella suberitoides ingår i släktet Desmacella och familjen Desmacellidae.
Artens utbredningsområde är Tristan da Cunha. Inga underarter finns listade i Catalogue of Life.